# 2016年香港選舉委員會界別分組選舉當選人列表
以下為2016年香港選舉委員會界別分組選舉當選的選舉委員會委員，組成香港特别行政區第五屆選舉委員會，任期為2017年2月1日至2022年1月31日，負責在2017年行政長官選舉選出新任行政長官。除特別註明外，下述所有資料均截至2017年3月。
根據法例，選舉委員會的法定上限為1,200人。廖長江、馬逢國和田北辰身兼香港特别行政區全國人民代表大會代表和立法會議員，出現重複會籍；進出口界參選人陳玉仁因更改地址後無回覆選管會信件而被取消選委資格；梁頌恆和游蕙禎因宣誓無效而被褫奪議席，繼而喪失選委資格。因此，選委會一共有1,194名委員。是届选举前，立法会泛民议员为选举协调产生名为“民主300+”的选举联盟，以期获得300名以上的席位，终取得325名席位，随后却在提名特首问题上陷入分歧。
 林鄭   曾   胡  分別代表該選委在2017年選舉提名林鄭月娥、曾俊華、胡國興。 代表該組織隸屬「民主300+」，若無組織名稱則代表該候選人申報「民主300+」為其政治聯繫。

## 黨派分布
|          |          |       |        |                                                                    |
| 政治派系 | 政治派系 | 選委  | 選委   | 備註                                                               |
|          | 建制派   | 799   | 66.92% | 726名非官守及非宗教界委員、36名港區人大、40名立法會議員            |
|          | 中間派   | 69    | 5.78%  | 9名非官守及非宗教界委員、59名宗教界委員、1名立法會議員（陳沛然）   |
|          | 修憲派   | 1     | 0.08%  | 1名立法會議員（鄭松泰）                                            |
|          | 民主派   | 325   | 27.22% | 298名非官守及非宗教界委員、1名宗教界委員（葉慶祥）、26名立法會議員 |
| 總數     | 總數     | 1,194 | 100%   |                                                                    |
|          | 懸空     | 3     |        | 1名進出口界選舉委員、2名立法會議員                                 |

| 候選人 | 候選人             | 所獲提名 | 所得票數 |
| ------ | ------------------ | -------- | -------- |
|        | 林鄭月娥           | 580      | 777      |
|        | 曾俊華             | 165      | 365      |
|        | 胡國興             | 180      | 21       |
|        | 未有提名／未有投票 | 269      | 31       |
| 總數   | 總數               | 1,194    | 1,194    |

## 第一界別

### 飲食界
- 陳永安  林鄭
- 張來鎮  林鄭
- 鍾偉平  林鄭
- 莊任明（自由黨） 林鄭
- 馮仲佳  林鄭
- 李遠康  林鄭
- 盧浩宏  林鄭
- 譚兆成  林鄭
- 黃傑龍  林鄭
- 鄧錦輝（自由黨） 林鄭
- 黃永幟  林鄭
- 胡 珠  林鄭
- 邱金榮  林鄭
- 楊貫一  林鄭
- 楊 維  林鄭
- 楊位醒（民建聯） 林鄭
- 盛智文  林鄭

### 商界（第一）
- 陳浩濂（自由黨）
- 周維正  林鄭
- 文路祝  林鄭
- 郭 鵬
- 馮玉麟  林鄭
- 夏雅朗  林鄭
- 許漢忠  林鄭
- 梁兆基
- 李大壯（經民聯）
- 吳天海  林鄭
- 彭耀佳  林鄭
- 孫立勳  林鄭
- 田北俊（自由黨） 曾
- 胡慕芳
- 于健安  林鄭
- 余鵬春  林鄭
- 余國賢  林鄭
- 阮蘇少湄  林鄭

### 商界（第二）
- 陳斌  林鄭
- 陳幼南  林鄭
- 蔡冠深  林鄭
- 莊學山  林鄭
- 周娟娟  林鄭
- 方文雄  林鄭
- 林光如  林鄭
- 林銘森  林鄭
- 劉宇新（民建聯） 林鄭
- 李德麟  林鄭
- 馬忠禮  林鄭
- 吳朱蓮芬  林鄭
- 曾智明  林鄭
- 黃守正  林鄭
- 王惠貞  林鄭
- 楊振鑫  林鄭
- 余國春  林鄭
- 楊華勇  林鄭

### 香港僱主聯合會
- 艾德勤  林鄭
- 艾維朗
- 陳祖澤
- 陳紹雄  林鄭
- 鄺正煒  林鄭
- 鄺永銓  林鄭
- 李澤楷
- 麥建華
- 吳智明
- 龐維仁
- 史樂山
- 曾安業  林鄭
- 徐耀祥  林鄭
- 黃植榮  林鄭
- 黃光耀  林鄭
- 黃友忠  林鄭

### 金融界
- 陳鳳翔  林鄭
- 鄭松岩  林鄭
- 朱丹璠  林鄭
- 傅劍  林鄭
- 葉德銓  林鄭
- 高美懿  林鄭
- 郭錫志  林鄭
- 孔令成  林鄭
- 李慧敏
- 李民橋  林鄭
- 羅志偉
- 馬清煜  林鄭
- 馬陳志  林鄭
- 陳智文  林鄭
- 謝小玲  林鄭
- 黃漢興  林鄭
- 王冬勝
- 楊恩慈  林鄭

### 金融服務界
- 陳銘潤  林鄭
- 張為國  林鄭
- 張德熙  林鄭
- 詹劍崙  曾
- 蔡思聰  林鄭
- 李月華  林鄭
- 馮煒能  林鄭
- 李細燕  林鄭
- 李佐雄  林鄭
- 李耀新  林鄭
- 李惟宏  林鄭
- 李君豪  林鄭
- 鄧聲興  林鄭
- 謝湧海  林鄭
- 徐聯安  曾
- 楊玳詩  林鄭
- 閻 峰  林鄭
- 余維強  林鄭

### 香港中國企業協會
- 陳細明
- 馮德利  林鄭
- 簡慧敏
- 郭永祥
- 林 勁  林鄭
- 劉 崧
- 李毅立
- 李偉強
- 勞秉華
- 辛聰金
- 蘇曉鵬
- 黃火欽
- 謝 彬
- 游偉光
- 姚來文
- 朱立偉

### 酒店界
- 陳天佑  林鄭
- 陳覺威
- 鄭志雯  林鄭
- 周偉淦  林鄭
- 周偉淦
- 夏加利  林鄭
- 郭惠光  林鄭
- 李玉芳  林鄭
- 李家誠  林鄭
- 羅俊謙  林鄭
- 羅旭瑞  林鄭
- 呂志和  林鄭
- 呂慧瑜  林鄭
- 吳錦鴻  林鄭
- 黃永光  林鄭
- 胡文新  曾
- 楊碧瑤  林鄭

### 進出口界
- 陳勁恒  林鄭
- 鄭啟明
- 張學修  林鄭
- 莊成鑫  林鄭
- 許華傑（民建聯） 林鄭
- 林龍安  林鄭
- 李宗德  林鄭
- 梁 麟
- 林宣武
- 彭楚夫
- 潘慶基  林鄭
- 丁天立  林鄭
- 溫幸平
- 王賜豪  林鄭
- 黃英豪  林鄭
- 楊 靜
- 姚志勝  林鄭

### 工業界（第一）
- 陳鎮仁
- 陳錦程  林鄭
- 陳振東  林鄭
- 鄭文聰  林鄭
- 莊子雄  林鄭
- 何志盛  林鄭
- 郭振華（經民聯） 林鄭
- 羅仲榮  林鄭
- 蘇永強  林鄭
- 孫啟烈（自由黨） 林鄭
- 譚偉豪  林鄭
- 丁煒章  林鄭
- 丁午壽（自由黨） 林鄭
- 湯誠正  林鄭
- 楊悰傑  林鄭
- 嚴志明  林鄭
- 葉中賢  林鄭
- 張 傑  林鄭

### 工業界（第二）
- 陳淑玲  林鄭
- 陳永棋  林鄭
- 徐晉暉  林鄭
- 余立明  林鄭
- 李秀恒  林鄭
- 盧金榮  林鄭
- 吳清煥  林鄭
- 吳宏斌  林鄭
- 史立德
- 沈運龍
- 施榮懷（民建聯） 林鄭
- 戴澤良  林鄭
- 鄧 燾
- 徐炳光  林鄭
- 黃家和  林鄭
- 楊志雄  林鄭
- 余立明  林鄭
- 楊孫西（民建聯） 林鄭

### 保險界
- 陳沛良  林鄭
- 陳炎光  林鄭
- 鄭國屏  林鄭
- 蔡中虎  林鄭
- 朱泰和  林鄭
- 朱永耀  林鄭
- 許金桂
- 管胡金愛  林鄭
- 辜信傑
- 劉少文
- 老建榮  林鄭
- 伍榮發  林鄭
- 潘榮輝
- 鄧子平
- 黃貴泉  林鄭
- 尹志德  林鄭
- 王覺豪  林鄭
- 阮瑞芬

### 地產及建造界
- 陳修杰  林鄭
- 陳啟宗  林鄭
- 鄭志剛  林鄭
- 何超鳳  林鄭
- 孔祥兆  林鄭
- 簡基富
- 郭基煇  林鄭
- 林健榮  林鄭
- 李兆基  林鄭
- 梁志堅  林鄭
- 梁榮江  林鄭
- 李嘉誠
- 羅嘉瑞  林鄭
- 黃志祥  林鄭
- 潘樂祺  林鄭
- 冼永寧  林鄭
- 吳宗權  林鄭
- 胡應湘  林鄭

### 紡織及製衣界
- 陳愛菁  林鄭
- 張人堯  林鄭
- 陳通生  曾
- 方淑君  林鄭
- 馮煒堯  林鄭
- 郭大熾  林鄭
- 李乃熺
- 梁嘉彥  林鄭
- 盧慕貞  林鄭
- 陸雅儀  林鄭
- 蕭勁樺  林鄭
- 孫紹曾
- 司徒志仁  林鄭
- 陳亨利  林鄭
- 陳祖恒  林鄭
- 黃啟智  林鄭
- 楊振勳  林鄭
- 余遠茂  曾

### 旅遊界
- 陳立志  林鄭
- 鄭家駒
- 何栢霆  曾
- 李振庭  林鄭
- 梁志群
- 梁耀霖  林鄭
- 羅詠詩  林鄭
- 馬煜文  林鄭
- 吳熹安  林鄭
- 吳光偉  林鄭
- 沈朝生  曾
- 譚光舜  林鄭
- 唐偉邦  林鄭
- 湯麟華
- 王美嬌  林鄭
- 黃進達  林鄭
- 黃士心
- 葉慶寧

### 航運交通界
- 陳國盛
- 鄭克和
- 鄭偉波  林鄭
- 方智輝
- 許仲瑛  林鄭
- 奚治月
- 何立基
- 賴永明
- 林高演  林鄭
- 李鑾輝  林鄭
- 李澤昌  林鄭
- 梁德興  林鄭
- 李博恩（民建聯）
- 李德森
- 凌志強  林鄭
- 司徒家成
- 黃良柏  林鄭
- 丘應樺

### 批發及零售界
- 趙振國（新民黨）
- 鄭偉雄  林鄭
- 張志祥  林鄭
- 鄭皓明（民建聯） 林鄭
- 周梁淑怡（自由黨） 曾
- 方 剛（自由黨） 林鄭
- 關百豪  林鄭
- 郭少明（自由黨） 林鄭
- 劉鑾鴻  林鄭
- 梁日昌（自由黨） 林鄭
- 李應生  林鄭
- 李勝幟  林鄭
- 李子良（自由黨） 林鄭
- 馬景煊  林鄭
- 馬墉宜  林鄭
- 孫大倫  林鄭
- 黃麗嫦  林鄭
- 黃光輝  林鄭

## 第二界別

### 會計界
- 陳耿廸 胡
- 鄭中正（ABC.P.A）
- 鄭皓朗（民主進步會計師 ） 曾
- 張振邦（民主進步會計師 ） 曾
- 蔡志光（民主進步會計師 ） 曾
- 蔡啓昇（民主進步會計師 、公民黨） 曾
- 范寶琦（民主進步會計師 ） 曾
- 馮領業（民主進步會計師 ） 曾
- 洪思微（民主進步會計師 ） 曾
- 何駿雄（誠、會計師團隊 ；已退出）
- 許志全（民主進步會計師 ） 曾
- 龔耀輝（ABC.P.A） 曾
- 關梓謙（民主進步會計師 ） 曾
- 劉婉明（民主進步會計師 ） 曾
- 李淑儀（民主進步會計師 ） 曾
- 梁文俊（民主進步會計師 ） 曾
- 梁文傑（民主進步會計師 ） 曾
- 李健恆（民主進步會計師 ） 曾
- 繆 亮（民主進步會計師 ） 曾
- 吳潔儀（民主進步會計師 ） 曾
- 蒲錦文（民主進步會計師 ） 胡
- 宋婷兒（ABC.P.A） 曾
- 譚香文（誠、會計師團隊 、前綫） 曾
- 杜健存（ABC.P.A） 曾
- 韋志堅（民主進步會計師 ） 胡
- 王嘉盈（民主進步會計師 、公民黨） 曾
- 黃健菁（民主進步會計師 ） 曾
- 王鳳儀（誠、會計師團隊 ） 曾
- 楊志良（誠、會計師團隊 ；已退出） 胡
- 原樹堂（民主進步會計師 ） 曾

### 建築、測量、都市規劃及園境界
- 陳翠兒（專業。民主。起動 ） 曾
- 陳潔華（CoVision16 ） 胡
- 陳彥璘（L5 @ 建。測。規。園 ） 胡
- 陳元敬（L5 @ 建。測。規。園 ） 胡
- 陳耀輝（專業。民主。起動 ） 曾
- 陳堯坤（CoVision16 ） 胡
- 鄭炳鴻（CoVision16 ） 曾
- 高嘉雲（CoVision16 ） 胡
- 關兆倫（CoVision16 ） 胡
- 黎可頴（CoVision16 ） 胡
- 黎永鋒（CoVision16 ） 胡
- 林穎茵（CoVision16 ） 胡
- 林芷筠（CoVision16 ） 胡
- 劉紹禧（CoVision16 ） 胡
- 柳凱瑩（L5 @ 建。測。規。園 ） 胡
- 李 斌（CoVision16 ） 曾
- 李 鉞（專業。民主。起動 ） 曾
- 雷 雯（CoVision16 ） 胡
- 馬國偉（L5 @ 建。測。規。園 ） 胡
- 吳永順  林鄭
- 吳永輝（專業。民主。起動 、民主黨） 曾
- 敖鋅琦（L5 @ 建。測。規。園 ） 胡
- 謝偉銓（PALS同行）
- 蔣偉騏（CoVision16 ） 胡
- 黃智鈞（CoVision16 ） 胡
- 汪整樂（CoVision16 ） 曾
- 鄔滿海（G18+） 林鄭
- 嚴迅思  曾
- 姚瑞賢（專業。民主。起動 ） 曾
- 司馬文（CoVision16 ） 胡

### 中醫界
- 歐卓榮
- 陳抗生  林鄭
- 陳永光  林鄭
- 周叔英  林鄭
- 張群湘  林鄭
- 張國華  林鄭
- 張煒生  林鄭
- 馮 玖  林鄭
- 何國偉  林鄭
- 顏培增  林鄭
- 黃賢樟  林鄭
- 關之義  林鄭
- 關家倫  曾
- 李家麟 胡
- 李宇銘  曾
- 梁秋容
- 凌桂珍  林鄭
- 盧鼎儒  林鄭
- 吳梓新
- 吳俊來  林鄭
- 謝秉忠  林鄭
- 曾超慶  林鄭
- 曾鈺婷 胡
- 黃 傑  林鄭
- 王冠明  林鄭
- 胡嘉兒 胡
- 楊卓明  林鄭
- 俞煥彬  林鄭
- 袁啟順  林鄭
- 朱 恩  林鄭

### 教育界
- 陳杏英（教協 ） 曾
- 陳曦彤（教協 ） 曾
- 陳漢森（教協 ） 曾
- 陳仁啟（教協 ） 曾
- 張文光（教協 、民主黨） 曾
- 張兆聰（教協 ） 曾
- 張 往（教協 ） 曾
- 張銳輝（教協 ） 曾
- 程張迎（教協 、民主黨） 曾
- 方景樂（教協 ） 曾
- 馮碧儀（教協 ） 曾
- 馮德華（教協 、民主黨） 曾
- 何志偉（教協 、民主黨） 曾
- 何俊鋒（教協 ） 曾
- 甘秀雲（教協 ） 曾
- 經志宇（教協 ） 曾
- 關淑玲（教協 ） 曾
- 黎志強（教協 、公民黨） 曾
- 林湘雲（教協 ） 曾
- 李煒佳（教協 ） 曾
- 李家宏（教協 ） 曾
- 盧偉明（教協 ） 曾
- 文浩然（教協 ） 曾
- 莫萊茵（教協 ） 曾
- 潘天賜（教協 ） 曾
- 舒盛宗（教協 ） 曾
- 田方澤（教協 ） 曾
- 曾瑞明（教協 ） 曾
- 黃克廉（教協 ） 曾
- 王美琪（教協 ） 曾

### 工程界
- 歐偉雄（進步工程 ） 胡
- 陳建勇（進步工程 ；已退出） 曾
- 陳志豪（EP30）
- 陳健碩（EP30） 林鄭
- 張振傑（進步工程 ） 胡
- 張敏婕（EP30）
- 張志剛（EP30） 林鄭
- 何鍾泰（EP30） 林鄭
- 黎廣德（進步工程 、公民黨） 胡
- 賴慧雯（EP30）
- 李智明（進步工程 、公專聯） 胡
- 李炳權（EP30） 林鄭
- 梁廣灝（EP30） 林鄭
- 陸宏廣（EP30） 曾
- 麥雪晶（進步工程 ；已退出） 曾
- 伍焯煒（進步工程 ） 胡
- 倪學仁（進步工程 ） 胡
- 潘偉賢（EP30） 林鄭
- 潘樂陶（EP30） 林鄭
- 蘇耀坤（進步工程 、公民黨） 胡
- 鄧銘心（EP30）
- 董仲賢（進步工程 ；已退出） 胡
- 韋志成（EP30） 林鄭
- 黃澤恩（EP30） 林鄭
- 王家鏘（進步工程 ） 胡
- 王振星（進步工程 ） 胡
- 楊德忠（進步工程 ） 胡
- 嚴建平（EP30） 林鄭
- 姚國威（進步工程 ；已退出） 胡
- 余煒立（進步工程 ） 胡

### 衞生服務界
- 陳少清（衞·真普30 ） 胡
- 陳綺華（衞·真普30 ） 胡
- 張嘉宜（衞·真普30 ） 胡
- 戚雅姸（衞·真普30 ） 胡
- 趙卓邦（衞·真普30 ） 胡
- 趙鳳玲（衞·真普30 ） 胡
- 趙淑華（衞·真普30 ） 胡
- 鄒凱詩（衞·真普30 ） 曾
- 馮轉娣（衞·真普30 ） 胡
- 何嘉雯（衞·真普30 ） 胡
- 洪梓然（衞·真普30 ） 曾
- 葉劍青（衞·真普30 ）
- 高展鵬（衞·真普30 ）
- 劉愷寧（衞·真普30 ） 胡
- 劉凱文（衞·真普30 ） 胡
- 李慧雯（衞·真普30 ） 胡
- 李詠嫻（衞·真普30 ） 胡
- 列明慧（衞·真普30 ） 胡
- 馬 旗（衞·真普30 、民主黨） 曾
- 麥君姸（衞·真普30 ） 胡
- 吳志傑（衞·真普30 ） 胡
- 潘倩敏（衞·真普30 ） 胡
- 蘇衍霈（衞·真普30 ） 胡
- 譚少雯（衞·真普30 ） 胡
- 唐展峰（衞·真普30 ） 胡
- 唐亮均（衞·真普30 ） 胡
- 温愷詠（衞·真普30 ） 曾
- 王詠詩（衞·真普30 ） 胡
- 姚頌恩（衞·真普30 ） 曾
- 袁偉傑（衞·真普30 ） 曾

### 高等教育界
- 陳和順（高教界民主行動 ） 胡
- 陳銘賢（高教界民主行動 ） 曾
- 陳家明（高教界民主行動 、公民黨） 曾
- 陳健民（高教界民主行動 ） 胡
- 張南峰（高教界民主行動 ） 胡
- 陳惜姿（高教界民主行動 ） 胡
- 陳清僑（高教界民主行動 、公民黨） 胡
- 鄭漢文（高教界民主行動 ） 胡
- 張楚勇（高教界民主行動 ） 胡
- 張祺忠（高教界民主行動 ） 曾
- 張星煒（高教界民主行動 ） 曾
- 朱偉志（高教界民主行動 ） 曾
- 方子華（高教界民主行動 、公民黨） 曾
- 馮偉華（高教界民主行動 、教協） 曾
- 洪英豪（高教界民主行動 、教協） 曾
- 關信基（高教界民主行動 、公民黨） 胡
- 李建賢（高教界民主行動 、民主黨） 曾
- 呂秉權（高教界民主行動 ） 胡
- 吳國恩（高教界民主行動 ） 曾
- 吳有能（高教界民主行動 ） 胡
- 翁愛明（高教界民主行動 ） 胡
- 戴耀廷（高教界民主行動 ）
- 謝永齡（高教界民主行動 ） 曾
- 温帶維（高教界民主行動 ） 曾
- 黃志偉（高教界民主行動 、教協） 曾
- 王凱峯（高教界民主行動 ） 曾
- 邱國禧（高教界民主行動 ） 曾
- 楊寶玲（高教界民主行動 ） 曾
- 袁效賢（高教界民主行動 ） 胡
- 阮穎嫻（高教界民主行動 ） 胡

### 資訊科技界
- 羅　彬（IT Vision 、公民黨） 曾
- 陳澤滔（IT Vision 、東九社關組） 胡
- 陳宇明（IT Vision 、公民黨）
- 鄭斌彬（IT Vision ） 曾
- 方保僑（IT Vision ） 曾
- 黃岳永（IT Vision ） 曾
- 關德華（IT Vision ） 曾
- 黎智富（IT Vision 、公民黨） 曾
- 林德基（IT Vision ） 胡
- 林逸明（IT Vision ） 曾
- 梁兆昌（IT Vision ） 胡
- 李勁華（IT Vision ） 曾
- 羅浩林（IT Vision ） 曾
- 麥志烈（IT Vision ） 曾
- 麥天志（IT Vision ） 曾
- 吳其彥（IT Vision ） 曾
- 單仲偕（IT Vision 、民主黨） 曾
- 宋安來（IT Vision ） 曾
- 崔志英（IT Vision ） 曾
- 黃浩華（IT Vision ） 胡
- 王嘉屏（IT Vision ） 曾
- 王百羽（IT Vision 、天民台） 胡
- 胡人傑（IT Vision ） 胡
- 邱智堅（IT Vision 、公民黨） 胡
- 邱祖淇（IT Vision ） 曾
- 楊林發（IT Vision ） 胡
- 楊婉翔（IT Vision ） 曾
- 葉旭暉（IT Vision ） 曾
- 楊和生（IT Vision ） 曾
- 容志偉（IT Vision ） 曾

### 法律界
- 陳景生（ProDem21 ） 胡
- 陳淑怡（ProDem21 ） 曾
- 查錫我（PanDem9 、公民黨） 曾
- 鄭瑞泰（ProDem21 ） 胡
- 張惠儀（ProDem21 ） 曾
- 張達明（ProDem21 ）
- 張耀良（ProDem21 ） 胡
- 關尚義（ProDem21 ） 胡
- 戴啟思（ProDem21 ） 胡
- 夏偉志（ProDem21 ） 曾
- 何俊仁（PanDem9 、民主黨） 胡
- 何俊麒（PanDem9 、民主黨） 胡
- 郭憬憲（ProDem21 ） 胡
- 林洋鋐（ProDem21 ） 胡
- 梁家傑（PanDem9 、公民黨） 胡
- 廖成利（PanDem9 、民協） 胡
- 文浩正（ProDem21 ） 胡
- 吳思諾（ProDem21 ）
- 彭耀鴻（ProDem21 ） 胡
- 潘淑瑛（ProDem21 ） 胡
- 潘　熙（ProDem21 ） 胡
- 石書銘（ProDem21 ） 胡
- 譚俊傑（PanDem9 、民主黨）
- 韋智達（ProDem21 ） 胡
- 黃宇逸（ProDem21 ）
- 黃鶴鳴（PanDem9 、公民黨） 胡
- 王學今（PanDem9 、工黨） 胡
- 黃國桐（PanDem9 、民主黨） 曾
- 黃瑞紅（ProDem21 ） 胡
- 葉海琅（ProDem21 ） 曾

### 醫學界
- 歐耀佳（真普選醫生聯盟 ） 曾
- 覃天笙（真普選醫生聯盟 ） 胡
- 張臻善（真普選醫生聯盟 ） 胡
- 張永融（真普選醫生聯盟 ） 胡
- 蔡　堅  曾
- 方津生（7人醫社連線）
- 馮德焜（公家醫營） 曾
- 馮偉正（真普選醫生聯盟 ） 胡
- 侯佳禎（公家醫營） 曾
- 何栢良  曾
- 鄺葆賢（真普選醫生聯盟 ） 胡
- 劉文欽（真普選醫生聯盟 ） 曾
- 李福基（真普選醫生聯盟 ） 胡
- 李盈姿（真普選醫生聯盟 ）   曾
- 梁家騮  曾
- 梁杰仁（真普選醫生聯盟 ） 胡
- 梁婉儀（真普選醫生聯盟 ） 胡
- 盧詠琛（真普選醫生聯盟 ） 胡
- 龍振邦（真普選醫生聯盟 ） 曾
- 吳志豪（公家醫營） 曾
- 彭張華（真普選醫生聯盟 ） 曾
- 彭潔儀（真普選醫生聯盟 ） 胡
- 蕭旭亮（公家醫營） 曾
- 譚劍明（公家醫營） 曾
- 董光達（公家醫營） 曾
- 衛兆輝（真普選醫生聯盟 ） 胡
- 王　翔（公家醫營） 曾
- 胡金榮（真普選醫生聯盟 ） 胡
- 黃任匡（真普選醫生聯盟 ） 胡
- 楊聿川（真普選醫生聯盟 ） 胡

## 第三界別

### 漁農界
- 陳志明  林鄭
- 陳振中  林鄭
- 陳伙娣  林鄭
- 陳建業  林鄭
- 陳潤才  林鄭
- 鄭少華  林鄭
- 鄭丁富  林鄭
- 鄭有福  林鄭
- 張火有  林鄭
- 張錦如  林鄭
- 張少強  林鄭
- 張德勝  林鄭
- 周炳輝  林鄭
- 周水根  林鄭
- 朱淦明  林鄭
- 馮志康  林鄭
- 馮彩玉  林鄭
- 馮健忠  林鄭
- 馮樹發  林鄭
- 何玉生  林鄭
- 姜北好  林鄭
- 郭誌有  林鄭
- 郭 蘇  林鄭
- 鄺志偉  林鄭
- 黎全娣  林鄭
- 黎木金  林鄭
- 黎勝仔  林鄭
- 黎德全  林鄭
- 林振偉  林鄭
- 林根蘇  林鄭
- 劉國輝  林鄭
- 劉金鳳  林鄭
- 羅如波  林鄭
- 李彩華  林鄭
- 李良驥  林鄭
- 梁金福  林鄭
- 梁觀好  林鄭
- 梁冠華  林鄭
- 梁炳坤  林鄭
- 梁圖根  林鄭
- 盧蔭強  林鄭
- 盧萃霖  林鄭
- 馬劍明  林鄭
- 吳日章  林鄭
- 彭華根  林鄭
- 布家玲  林鄭
- 石松生  林鄭
- 蘇志强  林鄭
- 鄧煖勳  林鄭
- 曾柱光  林鄭
- 曾國強  林鄭
- 溫忠平  林鄭
- 溫來喜  林鄭
- 黃祥發  林鄭
- 黃 全  林鄭
- 黃火金  林鄭
- 黃根仔  林鄭
- 黃元弟  林鄭
- 胡春月  林鄭
- 楊上進  林鄭

### 勞工界
- 區啟昌（工聯會）
- 陳兆華（工聯會）
- 陳鄧源（工聯會）
- 周小松（勞聯）
- 張瑞芳（工聯會）
- 張永豪（勞聯）
- 蔣肖蓮（工聯會）
- 程岸麗（工聯會）
- 趙贊安（工聯會）
- 蔡金華（工聯會）
- 周聯僑（工聯會） 林鄭
- 儲漢松（勞聯）
- 馮權國（工聯會）
- 馮婉嫻（工聯會）
- 黃偉賢（工聯會）
- 郭慶桓（工聯會）
- 黎志華（勞聯）
- 林志挺（工聯會）
- 林振昇（勞聯）
- 林錦儀（工聯會）
- 林冠良（工聯會）
- 林淑儀 （工聯會） 林鄭
- 林淑芬（工聯會）
- 林千國（工聯會）
- 林偉江（工聯會）
- 李子健（工聯會）
- 李秀琼（勞聯） 林鄭
- 梁籌庭（香港公務員總工會）
- 梁頌恩（工聯會）
- 梁耀華（勞聯） 林鄭
- 馬光如（工聯會）
- 麥培東（工聯會）
- 孟 毅（勞聯）
- 蕭翠芳（勞聯）
- 吳偉鵬（工聯會）
- 吳國群（工聯會）
- 吳世宗（工聯會）
- 吳炳康（工聯會）
- 吳慧儀（勞聯）
- 潘佩璆（工聯會）
- 蕭翠芳（工聯會）
- 蘇栢燦（工聯會）
- 孫名峯（工聯會）
- 譚志聰（勞聯） 林鄭
- 談儉成（工聯會）
- 鄧家坤（工聯會）
- 唐賡堯（工聯會）
- 曾志文（工聯會）
- 曾錦釗（勞聯）
- 謝景華（工聯會）
- 蔡宗建（工聯會）
- 崔世昌（工聯會）
- 黃 國（工聯會）
- 王吉顯（工聯會）
- 黃 平（工聯會）
- 王宏業（工聯會）
- 胡明峰（香港公務員總工會）
- 楊開强（工聯會）
- 葉以勒（工聯會）
- 楊連碧（工聯會）

### 社會福利界
- 陳麗雲（民福陣線 ） 胡
- 陳健雄（民福陣線 ） 胡
- 陳頌皓（民福陣線 ） 胡
- 翟冬青（長權 ） 胡
- 陳文宜（長權 ） 胡
- 陳清華（民福陣線 ） 胡
- 陳柏亨（社福同行 ） 胡
- 陳琬琛（民福陣線 、公民黨） 胡
- 陳芷瑋（社總 ） 胡
- 陳永健（民福陣線 ） 胡
- 周賢明（民福陣線 ） 胡
- 鄭耀彤（社總 ） 胡
- 張志偉（社總 ） 胡
- 張國柱（社總 、工黨） 胡
- 張志權（社福同行 ） 胡
- 莊陳有（民福陣線 ） 胡
- 周耀康（民福陣線 、公民黨） 胡
- 朱志强（社總 ） 胡
- 賀卓軒（社福同行 ） 胡
- 何汝瑛（社福同行 ） 胡
- 許錦成（民福陣線 、民協） 胡
- 許麗明（社總 ） 胡
- 李鳳琼（社福同行 ） 胡
- 簡志偉（社總 ） 胡
- 簡浩名（社福同行 ）
- 賴建國（民福陣線 ） 胡
- 林 強（民福陣線 ） 胡
- 林韻芝（社總 ） 胡
- 劉 翀（長權 ） 胡
- 劉華強（社福同行 ） 胡
- 賴仁彪（民福陣線 、公民黨） 胡
- 李志剛（長權 ） 胡
- 李志雄（社總 ） 胡
- 李允平（民福陣線 ） 胡
- 梁傳孫（社總 ） 胡
- 羅健熙（民福陣線 、民主黨） 曾
- 倫智偉（社總 ） 胡
- 麥海華（民福陣線 、民主黨） 曾
- 麥詠天（社總 ） 胡
- 麥潤培（社總 ） 胡
- 吳雄暉（社總 ） 胡
- 吳堃廉（社福同行 ） 胡
- 伍銳明（社總 ） 胡
- 顏文雄（民福陣線 ） 胡
- 彭樂欣（社福同行 ） 胡
- 卜福晨（社總 ） 胡
- 蘇潔燕（民福陣線 ） 胡
- 譚婉芬（社福同行 ） 胡
- 丁惠芳（社工復興運動 ）
- 曾健超（社總 ） 胡
- 黃穎姿（社福同行 ） 胡
- 王惠芬（社福同行 ） 胡
- 黃健偉（民福陣線 ） 胡
- 黃於唱（民福陣線 ） 胡
- 黃旭熙（社總 ） 胡
- 楊家正（民福陣線 ） 胡
- 楊森（民福陣線 、民主黨） 曾
- 葉建忠（社總 ） 胡
- 葉健強（社福同行 ） 胡
- 余紀讓（社總 ） 胡

### 宗教界

#### 天主教香港教區
- 張俊挺
- 鍾燕燕
- 葉慶祥  曾
- 郭子錕  胡
- 梁子勁
- 盧惠德
- 吳明謙  曾
- 溫少輝  曾
- 黃浩峰
- 黃宗顯

#### 中華回教博愛社
- 哈奇偉  林鄭
- 金志民  林鄭
- 薩智生  林鄭
- 司徒亮  林鄭
- 徐錦輝  林鄭
- 脫瑞康  林鄭
- 楊義護  林鄭
- 楊汝萬  林鄭
- 沙 意  林鄭
- 王香君  林鄭

#### 香港基督教協進會
- 陳可欣  曾
- 鄭志仁  林鄭
- 朱世平  曾
- 朱吉偉
- 林亨利
- 劉致滔  曾
- 萬嘉良  曾
- 鄧惠儀  曾
- 余瑞堯
- 楊得宇  胡

#### 香港道教聯合會
- 陳國超
- 侯永昌  林鄭
- 洪少陵  林鄭
- 葉映均  林鄭
- 李耀輝
- 梁德華  林鄭
- 湯偉奇  林鄭
- 黃成益  林鄭
- 黃健榮  林鄭
- 葉永成  林鄭

#### 孔教學院
- 陳  林鄭
- 禤國全  林鄭
- 李建中  林鄭
- 李文俊  林鄭
- 吳漢良  林鄭
- 吳榮治  林鄭
- 唐躍峯  林鄭
- 湯恩佳  林鄭
- 甄福財  林鄭
- 楊萬里  林鄭

#### 香港佛教聯合會
- 何德心
- 黎時煖  林鄭
- 林漢強  林鄭
- 劉振奎  林鄭
- 釋智慧  林鄭
- 釋衍空  林鄭
- 釋果德  林鄭
- 釋道平  林鄭
- 釋演慈  林鄭
- 釋宏明  林鄭

### 體育、演藝、文化及出版界

#### 體育小組
- 陳文義  林鄭
- 陳念慈  林鄭
- 陳偉能  林鄭
- 鄭家豪  林鄭
- 朱鼎健  林鄭
- 霍啟剛  林鄭
- 何仲浩  林鄭
- 高克寧  林鄭
- 吳守基  林鄭
- 貝鈞奇  林鄭
- 湯徫掄  林鄭
- 黃金寶  林鄭
- 黃寶基  林鄭
- 王敏超  林鄭
- 余國樑  林鄭

#### 演藝小組
- 陳志光  林鄭
- 陳榮美  林鄭
- 張康達  林鄭
- 張家龍  林鄭
- 洪祖星  林鄭
- 林小明  林鄭
- 林孝賢  林鄭
- 李寶安
- 李國興  林鄭
- 吳傑莊  林鄭
- 吳思遠  林鄭
- 曾志偉  林鄭
- 黃栢鳴  林鄭
- 爾冬陞  曾
- 楊政龍  林鄭

#### 文化小組
- 區永熙  林鄭
- 陳起馨  林鄭
- 陳健彬
- 陳永華  林鄭
- 周振基  林鄭
- 高志森  林鄭
- 鄺美雲  林鄭
- 林 仚
- 李焯芬  林鄭
- 李錦賢  林鄭
- 莫華倫  林鄭
- 汪明荃
- 王英偉
- 姚 珏
- 阮兆輝

#### 出版小組
- 陳儉雯
- 陳萬雄
- 許超明
- 李家駒
- 梁兆賢
- 李家明
- 吳靜怡
- 潘志偉
- 石漢基
- 冼國忠
- 蘇惠良
- 曾協泰
- 黃 旌
- 黃燕如
- 楊金溪

## 第四界別

### 全國人民代表大會（官守）
- 史美倫  林鄭
- 蔡 毅  林鄭
- 陳智思  林鄭
- 陳振彬  林鄭
- 陳 勇（民建聯、新社聯） 林鄭
- 鄭耀棠（工聯會） 林鄭
- 張明敏（民建聯） 林鄭
- 蔡素玉（民建聯） 林鄭
- 范徐麗泰  林鄭
- 霍震寰  林鄭
- 胡曉明  林鄭
- 葉國謙（民建聯） 林鄭
- 林順潮  林鄭
- 劉健儀（自由黨）
- 劉佩瓊（民建聯） 林鄭
- 羅范椒芬  林鄭
- 李少光
- 梁劉柔芬  林鄭
- 李引泉  林鄭
- 廖長江
- 盧瑞安  林鄭
- 雷添良  林鄭
- 馬逢國（新世紀論壇） 林鄭
- 馬豪輝  林鄭
- 吳秋北（工聯會） 林鄭
- 吳亮星  林鄭
- 顏寶鈴  林鄭
- 譚惠珠  林鄭
- 田北辰（新民黨）
- 黃友嘉  林鄭
- 王敏剛  林鄭
- 王庭聰（民建聯） 林鄭
- 黃玉山  林鄭
- 姚祖輝  林鄭
- 楊耀忠（民建聯） 林鄭
- 張鐵夫  林鄭

### 立法會（官守）
- 陳志全（人民力量）
- 陳振英  林鄭
- 陳克勤（民建聯、新社聯） 林鄭
- 陳恒鑌（民建聯、新社聯） 林鄭
- 陳健波
- 陳沛然  曾
- 陳淑莊（公民黨） 胡
- 鄭松泰（熱血公民）
- 張華峰（經民聯） 林鄭
- 張超雄（工黨） 胡
- 張國鈞（民建聯） 林鄭
- 張宇人（自由黨） 林鄭
- 蔣麗芸（民建聯） 林鄭
- 周浩鼎（民建聯）
- 朱凱廸
- 鍾國斌（自由黨） 曾
- 何君堯  林鄭
- 何啟明（工聯會）
- 何俊賢（民建聯） 林鄭
- 許智峯（民主黨） 曾
- 葉建源（教協） 曾
- 葉劉淑儀（新民黨）
- 郭榮鏗（公民黨） 胡
- 郭家麒（公民黨）
- 郭偉强（工聯會）
- 鄺俊宇（民主黨） 曾
- 林卓廷（民主黨） 曾
- 林健鋒（經民聯） 林鄭
- 劉業強（經民聯） 林鄭
- 劉國勳（民建聯）
- 劉小麗
- 羅冠聰（香港眾志）
- 李國麟  胡
- 李慧琼（民建聯） 林鄭
- 梁君彥（經民聯）
- 梁志祥（民建聯、新社聯） 林鄭
- 梁繼昌（公專聯） 曾
- 梁國雄（社民連）
- 梁美芬（經民聯） 林鄭
- 梁耀忠（街工）
- 廖長江（重複，見上的港區人大）
- 盧偉國（經民聯） 林鄭
- 陸頌雄（工聯會）
- 馬逢國（重複，見上的港區人大）
- 麥美娟（工聯會）
- 毛孟靜（香港本土）
- 莫乃光（公專聯） 曾
- 吳永嘉  林鄭
- 柯創盛（民建聯） 林鄭
- 潘兆平（勞聯）
- 葛珮帆（民建聯）
- 石禮謙（經民聯）
- 邵家臻  胡
- 邵家輝（自由黨） 林鄭
- 譚文豪（公民黨） 胡
- 田北辰（重複，見上的港區人大）
- 涂謹申（民主黨） 曾
- 謝偉俊
- 尹兆堅（民主黨） 曾
- 黃碧雲（民主黨） 曾
- 黃國健（工聯會）
- 黃定光（民建聯） 林鄭
- 胡志偉（民主黨） 曾
- 楊岳橋（公民黨） 胡
- 易志明（自由黨） 林鄭
- 姚松炎  胡
- 姚思榮  林鄭
- 容海恩（新民黨）

### 中國人民政治協商會議
- 陳清霞  林鄭
- 陳鑑林（民建聯） 林鄭
- 陳經緯  林鄭
- 陳成秀  林鄭
- 周安達源（民建聯） 林鄭
- 鄭翔玲  林鄭
- 鄭家純  林鄭
- 張國榮  林鄭
- 莊紹綏（民建聯） 林鄭
- 鍾瑞明（民建聯） 林鄭
- 朱銘泉  林鄭
- 霍震霆  林鄭
- 方黃吉雯  林鄭
- 馮華健  林鄭
- 高敬德  林鄭
- 何柱國  林鄭
- 許榮茂  林鄭
- 洪祖杭  林鄭
- 胡漢清（自由黨） 林鄭
- 江達可  林鄭
- 郭 炎  林鄭
- 林樹哲  林鄭
- 林大輝  林鄭
- 劉漢銓（民建聯） 林鄭
- 劉遵義  林鄭
- 李家傑  林鄭
- 李賢義  林鄭
- 梁國貞  林鄭
- 梁亮勝  林鄭
- 梁偉浩（民建聯） 林鄭
- 李民斌  林鄭
- 李澤鉅  林鄭
- 廖長城  林鄭
- 劉長樂  林鄭
- 盧文端（民建聯） 林鄭
- 呂耀東  林鄭
- 龍子明  林鄭
- 吳良好  林鄭
- 吳惠權  林鄭
- 戴希立  林鄭
- 戴德豐  林鄭
- 譚錦球  林鄭
- 譚耀宗（民建聯） 林鄭
- 唐英年  林鄭
- 吳光正  林鄭
- 黃楚標  林鄭
- 王國強  林鄭
- 伍淑清  林鄭
- 胡定旭  林鄭
- 楊敏德  林鄭
- 容永祺  林鄭

### 鄉議局
- 陳嘉敏  林鄭
- 陳崇輝  林鄭
- 陳崇業  林鄭
- 張學明（民建聯、新社聯） 林鄭
- 周玉堂（新社聯） 林鄭
- 鍾偉平  林鄭
- 侯志強  林鄭
- 簡松年（新社聯） 林鄭
- 林偉強  林鄭
- 李冠洪  林鄭
- 梁福元  林鄭
- 李國鳳（新社聯） 林鄭
- 李耀斌  林鄭
- 劉焯榮  林鄭
- 莫錦貴（經民聯） 林鄭
- 彭學端  林鄭
- 成漢强（新社聯） 林鄭
- 鄧賀年  林鄭
- 鄧勵東  林鄭
- 鄧瑞華  林鄭
- 曾樹和  林鄭
- 韋國洪  林鄭
- 黃漢權  林鄭
- 黃文漢  林鄭
- 王水生  林鄭
- 翁志明  林鄭

### 港九各區議會
- 陳國華（民建聯）
- 陳財喜
- 陳富明
- 陳學鋒（民建聯）
- 陳家珮（新民黨）
- 陳曼琪
- 陳華裕
- 陳捷貴
- 陳偉明（民建聯）
- 鄭志成（民建聯）
- 鄭利明
- 鄭泳舜（民建聯）
- 趙資強（工聯會）
- 左滙雄（經民聯）
- 莊永燦（經民聯、西九新動力）
- 周潔冰（民建聯）
- 朱慶虹
- 鍾港武（民建聯）
- 何漢文（民建聯）
- 洪錦鉉（民建聯）
- 洪連杉（民建聯）
- 葉傲冬（民建聯）
- 簡志豪（民建聯）
- 簡銘東（工聯會）
- 龔栢祥（民建聯）
- 黎榮浩（民建聯）
- 林家輝（經民聯、西九新動力）
- 林啟暉
- 林文輝（工聯會）
- 林玉珍
- 劉慶揚（民建聯）
- 李鎮強（自由黨）
- 李均頤（民建聯）
- 李碧儀
- 李詠民（勞聯）
- 梁文廣（經民聯、西九新動力）
- 李德康（民建聯）
- 盧懿杏（民建聯）
- 呂東孩
- 陸勁光（民建聯）
- 吳奮金（民建聯）
- 吳寶強（民建聯）
- 顏尊廉（民建聯）
- 潘國華（民建聯）
- 吳錦津
- 蘇麗珍
- 譚肇卓（民建聯）
- 黃春平
- 黃健興
- 黃建彬（民建聯）
- 王國興（工聯會）
- 黃舒明（經民聯、西九新動力）
- 黃達東（民建聯）
- 楊永杰
- 楊子熙（民建聯）
- 姚柏良
- 袁國強（民建聯）

### 新界各區議會
- 歐志遠  林鄭
- 湛家雄  林鄭
- 陳灶良（經民聯） 林鄭
- 陳繼偉  林鄭
- 陳敏娟（新民黨、公民力量）
- 陳博智（民建聯） 林鄭
- 陳笑權  林鄭
- 陳有海（工聯會） 林鄭
- 張恒輝（民建聯） 林鄭
- 程振明  林鄭
- 招文亮（民建聯） 林鄭
- 趙秀嫻  林鄭
- 莊元苳（民建聯） 林鄭
- 古揚邦（民建聯） 林鄭
- 黎偉雄  林鄭
- 林發耿  林鄭
- 林翠玲  林鄭
- 藍偉良  林鄭
- 劉偉章  林鄭
- 羅競成（民建聯） 林鄭
- 李志強（經民聯） 林鄭
- 李世榮  林鄭
- 李桂珍（民建聯） 林鄭
- 李洪森（工聯會） 林鄭
- 李月民  林鄭
- 梁子穎（工聯會） 林鄭
- 梁家輝（新民黨、公民力量）
- 梁健文（民建聯） 林鄭
- 梁偉文（民建聯） 林鄭
- 李子榮（民建聯、新社聯） 林鄭
- 凌文海（民建聯） 林鄭
- 羅少傑  林鄭
- 呂 堅（民建聯） 林鄭
- 文光明  林鄭
- 文裕明（新社聯） 林鄭
- 吳仕福（民建聯） 林鄭
- 潘國山（新民黨、公民力量）
- 蘇炤成（新民黨）
- 彭長緯（民建聯） 林鄭
- 潘志成（民建聯） 林鄭
- 沈豪傑  林鄭
- 蕭浪鳴（民建聯） 林鄭
- 蘇西智（民建聯） 林鄭
- 譚榮勳（民建聯） 林鄭
- 譚惠珍（經民聯） 林鄭
- 鄧家良  林鄭
- 鄧家彪（工聯會） 林鄭
- 陶錫源  林鄭
- 徐 帆（工聯會） 林鄭
- 徐曉杰（新民黨）
- 温和輝（新社聯） 林鄭
- 温悅昌（新民黨、公民力量）
- 黃卓健（新民黨）
- 黃碧嬌（民建聯） 林鄭
- 黃偉傑  林鄭
- 黃宏滔（工聯會） 林鄭
- 姚國威（工聯會） 林鄭
- 姚 銘（新社聯） 林鄭
- 余智榮（新社聯） 林鄭
- 余漢坤  林鄭

## 外部連結
- 接獲的候選人提名
- 選舉結果
- 【特首選戰】胡國興挾180民主派提名報名　力阻林鄭當選（页面存档备份，存于）
- 【特首選戰】曾俊華提名名單曝光！胡文新、爾冬陞做「薯粉」 （页面存档备份，存于）
- 【特首選戰】一文睇晒林鄭提名分佈：勞工僅5票　港九區議會歸零（页面存档备份，存于）